# Кедди

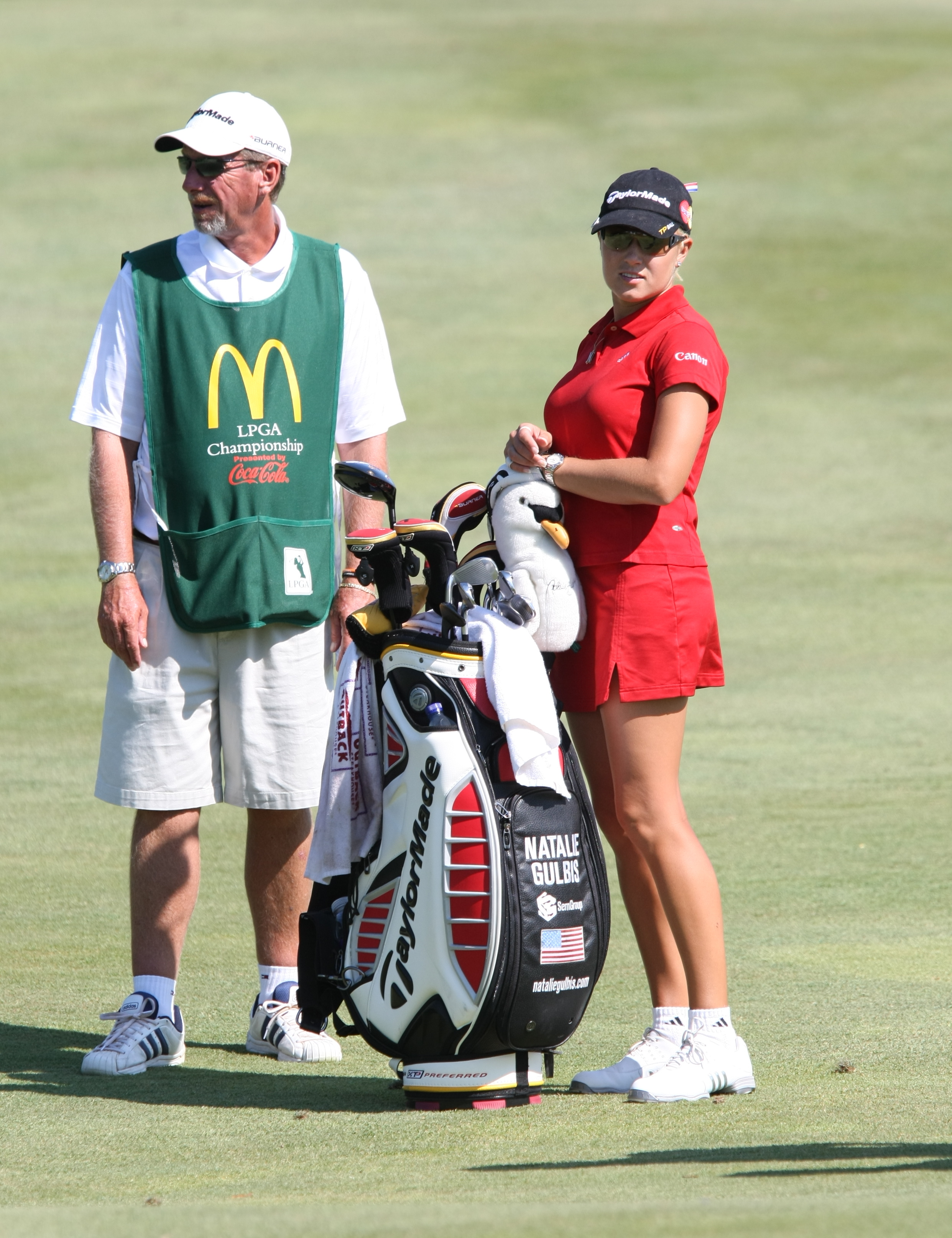
Гольфистка со своим кедди

Ке́дди (англ. caddy или caddie) — помощник игрока в гольфе, в чьи обязанности входит перенос спортивного инвентаря и помощь советами.
Слово «caddy», предположительно, произошло от французского слова «cadet» (фр. cadet — младший сын, последыш, младший).
Кедди, как правило, не являются штатными работниками гольф-клуба, а работают с гольфистами самостоятельно и не обладают какими-либо привилегиями в клубе, с которым сотрудничают. В некоторых гольф-клубах для привлечения кедди действуют специальные программы. В Европе большинство клубов не предлагают услуг кедди, игроки-любители собственноручно переносят свой инвентарь.

## Профессиональные кедди
В профессиональном спорте кедди являются важной частью соревнований. Действует Ассоциация профессиональных кедди (англ. Professional Caddies Association), которая с 1999 года награждает лучших кедди и их менеджеров включением в Зал славы. С 2011 года Залом славы управляет Western Golf Association.

## Обязанности кедди
Кедди — ассистент гольфиста, сопровождающий его во время соревнований. В его обязанности входит: носить сумку с клюшками, готовить их перед выходом на поле, чистить, давать советы игроку на тему того, какой из клюшек воспользоваться в зависимости от ситуации на поле. Кажется, что кедди — «мальчики на побегушках» для гольфистов, но это очень глубокое заблуждение. Важную часть работы кедди составляет консультирование гольфиста, советы, иногда даже психологическая помощь и поддержка.